# Aurea mediocritas

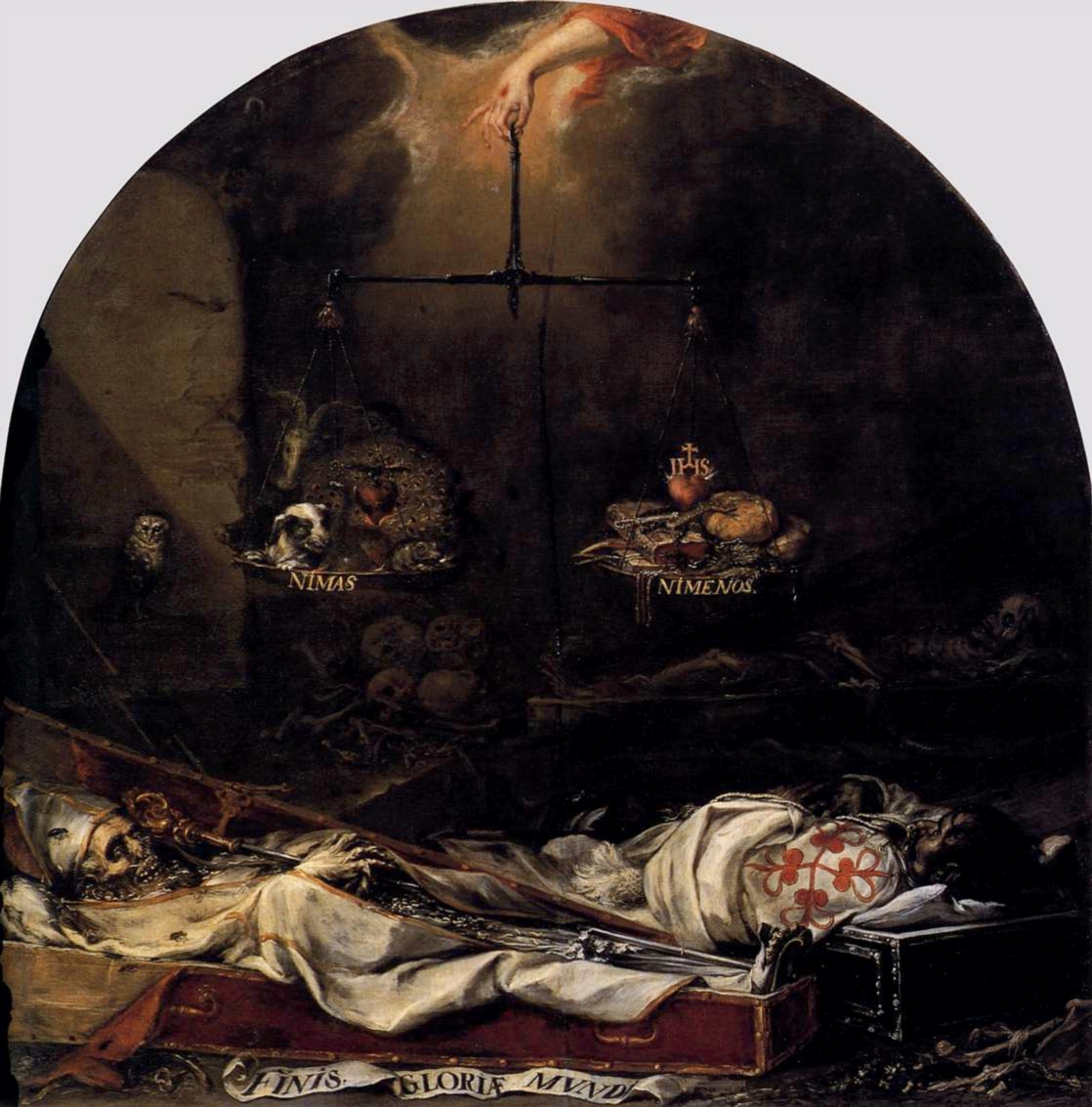
"Ni más" - "Ni menos". Así se rotulan los platos de la balanza que pesa pecados y virtudes en Finis gloriae mundi, una vanitas que pintó Juan de Valdés Leal para el Hospital de la Caridad de Sevilla en 1672.

Aurea mediocritas ("dorado término medio", o "dorada medianía" o "moderación") es una expresión latina que alude a la pretensión de alcanzar un deseado punto medio entre los extremos; o un estado ideal alejado de cualquier exceso (hybris) mediante la justa medida de los términos opuestos (concordia oppositorum). Está relacionado con el hedonismo epicúreo, basado en conformarse con lo que se tiene y no dejarse llevar por las emociones desproporcionadas, y a su vez, relacionado con el término medio de Aristóteles. Aparece como tema poético por primera vez en las Odas de Horacio (Carminum II, 10 -"A Licinio"-):

Auream quisquis mediocritatem / diligit, tutus caret obsoleti / sordibus tecti, caret invidenda / sobrius aula.
El que se contenta con su dorada medianía / no padece intranquilo las miserias de un techo que se desmorona, / ni habita palacios fastuosos / que provoquen a la envidia.

Para el pensamiento griego fue esta mediocritas un atributo de la belleza (simetría, proporción y armonía). Parece ser que fue la pitagórica Téano la introductora del concepto, en uno de sus tratados. Con anterioridad, el mito de Ícaro lo ejemplificaba: para escapar del Laberinto de Creta, su padre, Dédalo, le fabricó unas alas de plumas pegadas con cera, advirtiéndole que debía volar ni tan alto que el sol derritiera la cera, ni tan bajo que el mar empapase las plumas. El exceso juvenil de Ícaro, que se acercó demasiado al sol, le hizo caer.

El [tópico] más importante es sin duda el de la aurea mediocritas, fundado en la vieja idea griega del "justo medio", que en el Gorgias platónico (57 A y ss.) aparece ligado a la justicia, y en Aristóteles (Ética a Nicómaco, VI) a la virtud. Si Aristóteles dio al concepto de "justo medio" su definitiva configuración intelectual (reelaborada por Santo Tomás en el mundo medieval), Horacio fue el que le otorgó identidad literaria. Así aparece en la Oda X del libro segundo de las Odas (Rectius vives, Licini, neque altum) o en las Epistolas, I, XVIII, v. 9 (Virtus est medium uitiorum et utrimque deductum).

Existen, digámoslo así, dos madres de los sistemas políticos, de los que acertadamente puede decirse nacen los demás: uno llamamos, con razón, monarquía, y al otro, democracia; el máximo exponente del primero es el pueblo persa, y del segundo, nosotros, los atenienses... jamás podría estar bien gobernada una ciudad si no comparte ambos elementos. ... ya que estos estados han sobreestimado más de lo que era debido, el uno, la monarquía, y el otro, la libertad, ninguno de los dos ha logrado el justo término medio, cosa que, en cambio, sí han hecho mejor vuestros dos regímenes, el laconio y el cretense. Los atenienses y los persas, en cierto modo, lo consiguieron hace mucho tiempo, pero hoy su situación es peor.
Platón, Las leyes

... para llevar una vida racional, es preciso... que hayamos aprendido a administrar convenientemente nuestros deseos y nuestras pasiones, dándoles la satisfacción "justa", sin pasarnos ni quedarnos cortos. En su respuesta a las demandas del cuerpo y del alma, nuestra parte racional ha de encontrar un equilibrio que consista en algo así como un "punto medio" entre el exceso y el defecto. Frente a la cobardía y la temeridad, hemos de actuar con valentía; frente al despilfarro y la tacañería, hemos de hacerlo con generosidad; frente a la desvergüenza y la timidez, con modestia; frente a la adulación y la mezquindad, con gentileza; etc.
Aristóteles identifica la "virtud" (areté) con el "hábito" (héksis) de actuar según el "justo término medio" entre dos actitudes extremas, a las cuales denomina "vicios". De este modo, decimos que el hombre es virtuoso cuando su voluntad ha adquirido el "hábito" de actuar "rectamente", de acuerdo con un "justo término medio" que evite tanto el exceso como el defecto.
... la actuación de acuerdo con el "justo término medio" o conforme a la "virtud" requiere de un cierto tipo de sabiduría práctica a la que Aristóteles llama "prudencia" (phrónesis). Sin ésta, nuestra actuación se verá abocada irremisiblemente al exceso o al defecto o, lo que es igual, al "vicio".
... "La virtud (areté) es un hábito [o disposición adquirida] de la voluntad consistente en un término medio en relación con nosotros; [término medio] que es determinado racionalmente por una regla recta (órthos lógos), aquella por medio de la cual lo determinaría un hombre dotado de sabiduría práctica" (phrónimos)
El texto entrecomillado, Ética a Nicómaco, II, 6, 1106b 3-6.

En castellano es habitual citar el tópico con la expresión "en el término medio está la virtud".

... las virtudes morales son un equilibrio entre dos extremos igualmente perniciosos: el exceso o el defecto. Generalmente se dice que "en el término medio está la virtud"; el origen de esta frase es aristotélico pero, a veces, se tuerce el sentido asimilando "término medio" a "mediocridad", falseando el pensamiento de Aristóteles.

Semejante es el ΜΗΔΕΝ ΑΓΑΝ (Μηδέν άγαν -medén ágan- "nada en demasía", "nada en exceso") que figura entre las máximas inscritas en el pronaos del templo de Apolo en Delfos. Su traducción latina sería Ne quid nimis, que se atribuye a Terencio.
El significado en castellano de la palabra "mediocridad" (derivada de la latina mediocritas) es "cualidad de mediocre", y el de esta (que deriva de la latina mediocris) es "de calidad media" o "de poco mérito, tirando a malo"; en una evolución despectiva del uso que también se dio en otras lenguas y que es similar al de otras palabras, como "regular".
En el confucianismo chino existe una semejante doctrina de la medianía (中庸, zhōng yōng); y en el budismo el llamado camino medio (madhyamā-pratipad). En la filosofía judía medieval fue Maimónides quien desarrolló el concepto (שביל הזהב , דרך האמצע).